# Хиршберг (Тюрингия)
Хиршберг (нем. Hirschberg) — город в земле Тюрингия, Германия.
Входит в состав района Заале-Орла. Население составляет 2352 человека (на 31 декабря 2010 года). Занимает площадь 24,12 км². Официальный код — 16 0 75 046.